# Alegeri legislative în Spania, 2000
Alegerile parlamentare au avut loc în Spania la 12 martie 2000. Șeful Partidului Popular al prim-ministrului Jose Maria Aznar a fost ales pentru un al doilea mandat convertindu-și pluralitatea locurilor în Congresul Deputaților într-o majoritate, mărindu-și astfel avansul față de opoziția ce reprezintă Partidul Social Muncitoresc.

## Rezumat
- Alegători înregistrați: 33.045.318
- Voturi exprimate: 23.125.773 (70,0)

| Alegerile legislative din Spania, 2000 |            |        |        |        |        |
| Partid                                 | Voturi     | Voturi | Locuri | Locuri | Locuri |
| Partid                                 | #          | %      | #      | ±      | %      |
| Partidul Popular                       | 10,321,178 | 44.52  | 183    | +27    | 52.29  |
| Partidul Social Muncitoresc            | 7,918,752  | 34.16  | 125    | -16    | 35.71  |
| Uniunea de Stânga                      | 1,263,043  | 5.45   | 8      | -13    | 2.29   |
| Convergență și Uniune                  | 970,421    | 4.19   | 15     | -1     | 4.29   |
| Partidul Naționalist Basc              | 353.953    | 1.53   | 7      | +2     | 2.00   |
| Blocul Naționalist Galician            | 306,268    | 1.32   | 3      | +1     | 0.86   |
| Coaliția Canaria                       | 248,261    | 1.07   | 4      | =      | 1.14   |
| Partidul Andaluz                       | 206,255    | 0.89   | 1      | +1     | 0.29   |
| Republica Stângă a Cataloniei          | 194,715    | 0.84   | 1      | =      | 0.29   |
| Inițiativa pentru Catalonii Ecologiști | 119,290    | 0.51   | 1      | +1     | 0.29   |
| Solidaritatea Bască                    | 100,742    | 0.43   | 1      | =      | 0.29   |
| Consiliul Aragonez                     | 75,356     | 0.33   | 1      | +1     | 0.29   |
| Uniunea Valenciană                     | 57,830     | 0.25   | 0      | -1     | 0.00   |
| Unitatea (Basci)                       | 0          | 0      | 0      | -2     | 0.00   |